# Brabançons
Brabanders (Frans: Brabançons, Latijn: brabantiones) waren huurlingen die in het hertogdom Brabant werden gerekruteerd, en actief waren in West-Europa in de 11e en 12e eeuw.

## Eerste vermelding
Zij worden voor het eerst genoemd in 1166 in een brief aan de Franse koning Lodewijk VII, waarin de abt van Cluny zich beklaagt over de bloeddorstige brabantiones. Hun eerste belangrijke militaire optreden was onder het bevel van Willem van Cambrai in het leger van Frederik I Barbarossa in de slag bij Tusculum (29 mei 1167).

## Sociale achtergrond
Er is weinig bekend over de sociale achtergrond van deze Brabanders. Naast de jongere zonen van ridderlijke vazallen die een militaire opleiding hadden genoten, waren er waarschijnlijk ook avonturiers en misdadigers zonder militaire beroepsopleiding die een huurlingendienst als enige mogelijkheid zagen om zeker werk te vinden; historische bronnen spreken zelfs van vrouwen in hun gelederen. De Brabanders waren hoofdzakelijk infanterietroepen met weinig ruiters, en zij hadden waarschijnlijk niet de strategische waarde die huurlingen in de latere Middeleeuwen hadden, maar zij werden gevreesd in vergelijking met ridders vanwege hun bijzonder meedogenloze gedrag in de strijd en daarbuiten.

## Methodiek
De Brabanders werden ingezet ter ondersteuning van ridderlegers om vijandelijke gebieden te plunderen. Ze joegen de bevolking angst aan door hun wreedheid: vaak trokken ze autonoom door het landschap, een spoor van moord en vernieling achterlatend. Op de terugweg uit Rome na de uitbraak van de pest in 1167, richtten de Brabanders zo'n ravage aan in de Champagne en in het aartsbisdom Reims dat Lodewijk VII en Frederik Barbarossa een pact ondertekenden dat het gebruik van huurlingen verbood in de regio die de Alpen, de Rijn en Parijs omvatte.

## Verdere activiteiten
In de jaren 1173-1174 hadden zij Hendrik II van Engeland gediend tegen zijn zonen.
Niettemin nam Frederik de Brabanders opnieuw in dienst voor zijn vijfde Italiaanse veldtocht in 1175.
In het volgende jaar werden de Brabanders door de graaf van Angoulême in Poitou ingezet. Zij leden een grote nederlaag in de slag bij Malemort door toedoen van een plaatselijke militie (21 april 1177); naar verluidt verloren zij hun commandant Willem van Cambrai en ongeveer tweeduizend mannen (en vrouwen).

## Laatste vermelding
Hoewel het Derde Lateraanse Concilie (1179) de rekrutering van huurlingen verbood, bleven de Brabanders in Franse en Engelse legers ingezet worden. Hun bekendste commandant na Willem van Cambrai , Mercadier (d. 1200), was een van de belangrijkste aanvoerders van Richard I. De laatste vermelding van de Brabanders gaat over hun betrokkenheid in de slag bij Bouvines in 1214, waar zij als infanterietroepen voor Engeland vochten.